# Rue Edmond-Roger
La rue Edmond Roger est une rue du 15e arrondissement de Paris.

## Origine du nom

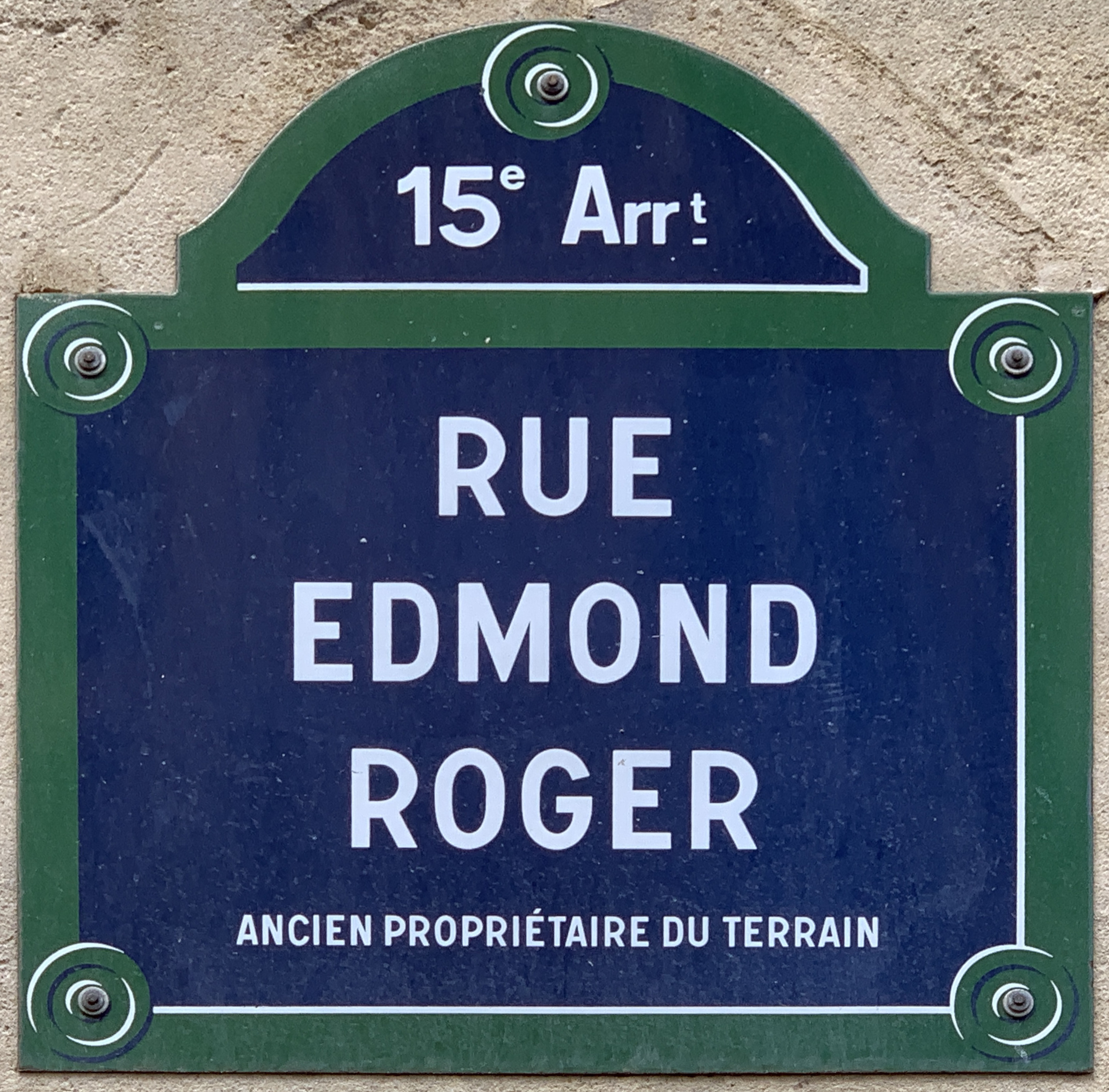
Plaque de la rue.

Cette voie est nommée d'après le nom du propriétaire des terrains sur lesquels elle a été ouverte.

## Historique
Après acquisition du terrain par le groupe belge La Séquanaise immobilière, la rue fut ouverte en 1927. Les premiers immeubles furent mis à la disposition des locataires à partir de 1929. Un des tout premiers locataires fut Édouard Guyomard, avocat à la cour d'appel de Paris, mais devenu chef du personnel de la Séquanaise qui lui attribua alors ce logement. 
En 1970, l'UAP absorbe La Séquanaise. Le seul vestige des quarante ans de présence de La Séquanaise rue Edmond-Roger sont les « S » qui se dessinent sur les grilles en fer forgé des portes des halls d'entrée. En 1996, l'UAP met en vente les appartements de la rue Edmond-Roger.
En 1997, le groupe AXA absorbe l'UAP et termine la mise en vente de tous les appartements.
En 2023 la rue a été refaite et des arbres ont été plantés.

## Bâtiments remarquables et lieux de mémoire
- L'un des musiciens de La Souris Déglinguée, groupe culte du rock alternatif des années 1980, a habité au no 16 de la rue au cours des années 1990.
- Michel Polac a longtemps habité rue de la Rosière.
- Michel Bouquet a aussi longtemps habité rue Edmond-Roger, On a pu y croiser Olivier Mazerolle, Jacques Rouland, ainsi que de nombreux autres artistes, à cause de la proximité de la Maison de la Radio. Au no 10 de cette rue habitait une actrice très connue pour jouer, entre autres rôles, des personnages de concierge.[réf. nécessaire]